# Playoffs NBA 1963
Navigation
Playoffs 1962 Playoffs 1964
Les playoffs NBA 1963 sont les playoffs de la saison NBA 1962-1963. Ils se terminent sur la victoire des Celtics de Boston face aux Lakers de Los Angeles 4 matches à 2 lors des Finales NBA.

## Fonctionnement
Dans chaque Division, les trois meilleures équipes sont qualifiées pour les playoffs au terme de la saison régulière.
Lors des Demi-finales de Division, le deuxième affronte le troisième dans une série au meilleur des cinq matches. Le gagnant rencontre alors, en Finales de Division, le premier de la Division au meilleur des sept matches. Les deux gagnants se rencontrent lors des finales NBA, qui se jouent au meilleur des sept matches.
Les séries se déroulent de la manière suivante :
| Match | Est             | Est             | Ouest           | Ouest           | Finales NBA     |                |                |                |                |
| Match | Demi-finales    | Finales         | Demi-finales    | Finales         | Finales NBA     |                |                |                |                |
| ----- | --------------- | --------------- | --------------- | --------------- | --------------- | -------------- | -------------- | -------------- | -------------- |
| 1     | Demi-finales    | Finales         | Demi-finales    | Finales         | Meilleur bilan  | Meilleur bilan | Meilleur bilan | Meilleur bilan | Meilleur bilan |
| 2     | Moins bon bilan | Moins bon bilan | Meilleur bilan  | Meilleur bilan  | Meilleur bilan  |                |                |                |                |
| 3     | Meilleur bilan  | Meilleur bilan  | Moins bon bilan | Moins bon bilan | Moins bon bilan |                |                |                |                |
| 4     | Moins bon bilan | Moins bon bilan | Moins bon bilan | Moins bon bilan | Moins bon bilan |                |                |                |                |
| 5     | Meilleur bilan  | Meilleur bilan  | Meilleur bilan  | Meilleur bilan  | Meilleur bilan  |                |                |                |                |
| 6     | série terminée  | Moins bon bilan | série terminée  | Moins bon bilan | Moins bon bilan |                |                |                |                |
| 7     | série terminée  | Meilleur bilan  | série terminée  | Meilleur bilan  | Meilleur bilan  |                |                |                |                |

## Qualification pour les playoffs
| Champion de division | Qualifié pour les playoffs | Éliminé des playoffs |

| Franchise             | V  | D  | PCT   | R  | Dom   | Ext   | N    | Div   |
| --------------------- | -- | -- | ----- | -- | ----- | ----- | ---- | ----- |
| Celtics de Boston     | 58 | 22 | 72,5% | -  | 25-5  | 21-16 | 12-1 | 25-11 |
| Nationals de Syracuse | 48 | 32 | 60%   | 10 | 23-5  | 13-19 | 12-8 | 21-15 |
| Royals de Cincinnati  | 42 | 38 | 52,5% | 16 | 23-10 | 15-19 | 4-9  | 20-16 |
| Knicks de New York    | 21 | 59 | 26,3% | 37 | 12-22 | 5-28  | 4-9  | 6-30  |

| Franchise               | V  | D  | PCT    | R  | Dom   | Ext   | N     | Div   |
| ----------------------- | -- | -- | ------ | -- | ----- | ----- | ----- | ----- |
| Lakers de Los Angeles   | 53 | 27 | 66,3 % | -  | 27-7  | 20-17 | 6-3   | 33-13 |
| Hawks de Saint-Louis    | 48 | 32 | 60%    | 5  | 30-7  | 13-18 | 5-7   | 29-17 |
| Pistons de Détroit      | 34 | 46 | 42,5%  | 19 | 14-16 | 8-19  | 12-11 | 19-27 |
| Warriors de Philadelpie | 31 | 49 | 38,8%  | 22 | 13-30 | 11-25 | 7-4   | 18-28 |
| Zéphyr de Chicago       | 25 | 55 | 31,3%  | 28 | 17-17 | 3-23  | 5-15  | 13-27 |

## Tableau
|  | Demi-finales de Division | Demi-finales de Division | Demi-finales de Division |                       |   | Finales de Division | Finales de Division | Finales de Division |  |  | Finales NBA | Finales NBA       | Finales NBA |
|  |                          |                          |                          |                       |   |                     |                     |                     |  |  |             |                   |             |
|  |                          |                          |                          |                       |   |                     |                     |                     |  |  |             |                   |             |
|  |                          | 1                        | Celtics de Boston        | 4                     |   |                     |                     |                     |  |  |             |                   |             |
|  | Division Est             | 1                        | Celtics de Boston        | 4                     |   |                     |                     |                     |  |  |             |                   |             |
|  |                          |                          | 3                        | Nationals de Syracuse | 3 |                     |                     |                     |  |  |             |                   |             |
|  | 3                        | Royals de Cincinnati     | 3                        | Nationals de Syracuse | 3 | 2                   |                     |                     |  |  |             |                   |             |
|  | 3                        | Royals de Cincinnati     |                          |                       |   | 2                   |                     |                     |  |  |             |                   |             |
|  | 2                        | Nationals de Syracuse    | 3                        |                       |   |                     |                     |                     |  |  |             |                   |             |
|  |                          |                          |                          |                       |   |                     |                     |                     |  |  | E1          | Celtics de Boston | 4           |
|  |                          |                          | O1                       | Lakers de Los Angeles | 2 |                     |                     |                     |  |  |             |                   |             |
|  |                          |                          |                          |                       |   |                     |                     |                     |  |  |             |                   |             |
|  |                          |                          |                          |                       |   |                     |                     |                     |  |  |             |                   |             |
|  |                          | 1                        | Lakers de Los Angeles    | 4                     |   |                     |                     |                     |  |  |             |                   |             |
|  | Division Ouest           | 1                        | Lakers de Los Angeles    | 4                     |   |                     |                     |                     |  |  |             |                   |             |
|  |                          |                          | 2                        | Hawks de Saint-Louis  | 3 |                     |                     |                     |  |  |             |                   |             |
|  | 3                        | Pistons de Détroit       | 2                        | Hawks de Saint-Louis  | 3 | 1                   |                     |                     |  |  |             |                   |             |
|  | 3                        | Pistons de Détroit       |                          |                       |   | 1                   |                     |                     |  |  |             |                   |             |
|  | 2                        | Hawks de Saint-Louis     | 3                        |                       |   |                     |                     |                     |  |  |             |                   |             |

## Scores

### Demi-finales de Division

#### Division Est
(1) Les Celtics de Boston sont exemptés de demi-finales.
(2) Nationals de Syracuse vs. (3) Royals de Cincinnati: Les Royals gagnent la série 3-2
- Match 1 le 19 mars 1963 à Syracuse: Syracuse 123, Cincinnati 120[1]
- Match 2 le 21 mars 1963 à Cincinnati: Cincinnati 133, Syracuse 115[2]
- Match 3 le 23 mars 1963 à Syracuse: Syracuse 121, Cincinnati 117[3]
- Match 4 le 24 mars 1963 à Cincinnati: Cincinnati 125, Syracuse 118[4]
- Match 5 le 26 mars 1963 à Syracuse: Cincinnati 131, Syracuse 127 (OT)[5]

#### Division Ouest
(1) Les Lakers de Los Angeles sont exemptés de demi-finales.
(2) Hawks de Saint-Louis vs. (3) Pistons de Détroit: Les Hawks gagnent la série 3-1
- Match 1 le 20 mars 1963 à St. Louis: St. Louis 118, Detroit 99[6]
- Match 1 le 22 mars 1963 à St. Louis: St. Louis 122, Detroit 108[7]
- Match 3 le 24 mars 1963 à Detroit: Detroit 107, St. Louis 103[8]
- Match 4 le 26 mars 1963 à Detroit: St. Louis 104, Detroit 100[9]

### Finales de Division

#### Division Est
(1) Celtics de Boston vs. (3) Royals de Cincinnati: Les Celtics gagnent la série 4-3
- Match 1 le 28 mars 1963 à Boston: Cincinnati 135, Boston 132[10]
- Match 2 le 29 mars 1963 à Cincinnati: Boston 125, Cincinnati 102[11]
- Match 3 le 31 mars 1963 à Boston: Cincinnati 121, Boston 116[12]
- Match 4 le 3 avril 1963 à Cincinnati: Boston 128, Cincinnati 110[13]
- Match 5 le 6 avril 1963 à Boston: Boston 125, Cincinnati 120[14]
- Match 6 le 7 avril 1963 à Cincinnati: Cincinnati 109, Boston 99[15]
- Match 7 le 10 avril 1963 à Boston: Boston 142, Cincinnati 131[16]

#### Division Ouest
(1) Lakers de Los Angeles vs. (2) Hawks de Saint-Louis: Les Lakers gagnent la série 4-3
- Match 1 le 31 mars 1963 à Los Angeles: Los Angeles 112, St. Louis 104[17]

- Match 2 le 2 avril 1963 à Los Angeles: Los Angeles 101, St. Louis 99[18]

- Match 3 le 4 avril 1963 à St. Louis: St. Louis 125, Los Angeles 112[19]

- Match 4 le 10 avril 1963 à St. Louis: St. Louis 124, Los Angeles 114[20]

- Match 5 le 7 avril 1963 à Los Angeles: Los Angeles 123, St. Louis 96[21]

- Match 6 le 9 avril 1963 à St. Louis: St. Louis 121, Los Angeles 113[22]

- Match 7 le 11 avril 1963 à Los Angeles: Los Angeles 115, St. Louis 100[23]

### Match 1
| 14 avril 1963 | Rapport | Lakers de Los Angeles 114, Celtics de Boston 117 | Lakers de Los Angeles 114, Celtics de Boston 117 | Lakers de Los Angeles 114, Celtics de Boston 117 |  | Boston Garden, Boston Affluence : 13 909 |
| 14 avril 1963 | Rapport | Elgin Baylor 33                                  | Points                                           | Sam Jones 29                                     |  | Boston Garden, Boston Affluence : 13 909 |
| 14 avril 1963 | Rapport | Boston mène la série 1 à 0                       |                                                  |                                                  |  | Boston Garden, Boston Affluence : 13 909 |

### Match 2
| 16 avril 1963 | Rapport | Lakers de Los Angeles 106, Celtics de Boston 113 | Lakers de Los Angeles 106, Celtics de Boston 113 | Lakers de Los Angeles 106, Celtics de Boston 113 |  | Boston Garden, Boston Affluence : 13 909 |
| 16 avril 1963 | Rapport | Elgin Baylor 30                                  | Points                                           | Sam Jones 27                                     |  | Boston Garden, Boston Affluence : 13 909 |
| 16 avril 1963 | Rapport | Boston mène la série 2 à 0                       |                                                  |                                                  |  | Boston Garden, Boston Affluence : 13 909 |

### Match 3
| 17 avril 1963 | Rapport | Celtics de Boston 99, Lakers de Los Angeles 119 | Celtics de Boston 99, Lakers de Los Angeles 119 | Celtics de Boston 99, Lakers de Los Angeles 119 |  | Los Angeles Memorial Sports Arena, Los Angeles Affluence : 15 493 |
| 17 avril 1963 | Rapport | Sam Jones 30                                    | Points                                          | Jerry West 42                                   |  | Los Angeles Memorial Sports Arena, Los Angeles Affluence : 15 493 |
| 17 avril 1963 | Rapport | Boston mène la série 2 à 1                      |                                                 |                                                 |  | Los Angeles Memorial Sports Arena, Los Angeles Affluence : 15 493 |

### Match 4
| 19 avril 1963 | Rapport | Celtics de Boston 108, Lakers de Los Angeles 105 | Celtics de Boston 108, Lakers de Los Angeles 105 | Celtics de Boston 108, Lakers de Los Angeles 105 |  | Los Angeles Memorial Sports Arena, Los Angeles Affluence : 15 382 |
| 19 avril 1963 | Rapport | Tom Heinsohn 35                                  | Points                                           | Elgin Baylor 31                                  |  | Los Angeles Memorial Sports Arena, Los Angeles Affluence : 15 382 |
| 19 avril 1963 | Rapport | Boston mène la série 3 à 1                       |                                                  |                                                  |  | Los Angeles Memorial Sports Arena, Los Angeles Affluence : 15 382 |

### Match 5
| 21 avril 1963 | Rapport | Lakers de Los Angeles 126, Celtics de Boston 119 | Lakers de Los Angeles 126, Celtics de Boston 119 | Lakers de Los Angeles 126, Celtics de Boston 119 |  | Boston Garden, Boston Affluence : 13 909 |
| 21 avril 1963 | Rapport | Elgin Baylor 43                                  | Points                                           | Sam Jones 36                                     |  | Boston Garden, Boston Affluence : 13 909 |
| 21 avril 1963 | Rapport | Boston mène la série 3à2                         |                                                  |                                                  |  | Boston Garden, Boston Affluence : 13 909 |

### Match 6
| 24 avril 1963 | Rapport | Celtics de Boston 112, Lakers de Los Angeles 109 | Celtics de Boston 112, Lakers de Los Angeles 109 | Celtics de Boston 112, Lakers de Los Angeles 109 |  | Los Angeles Memorial Sports Arena, Los Angeles Affluence : 15 521 |
| 24 avril 1963 | Rapport | Tom Heinsohn 22                                  | Points                                           | Jerry West 32                                    |  | Los Angeles Memorial Sports Arena, Los Angeles Affluence : 15 521 |
| 24 avril 1963 | Rapport | Boston gagne la série 4 à 2                      |                                                  |                                                  |  | Los Angeles Memorial Sports Arena, Los Angeles Affluence : 15 521 |